# Министарство за избјеглице и расељена лица Републике Српске
Министарство за избјеглице и расељена лица Републике Српске је бивше министарставо при Влади Републике Српске, било је задужено за остваривање права избјеглица, расељених лица и повратника. Укинуто доношењем новог закона о републичкој управи када је формиран Секретаријат за избјеглице и расељена лица.

## Организација
На челу Министарства за избјеглице и расељена лица стоји министар Давор Чордаш (бивши потпредсједник Републике Српске). Испод њега непосредно стоји Кабинет министра и Јединица за интерну ревизију.
Друге организационе јединице су: Ресор за имовинско-правне послове, Секретаријат, Ресор за другостепени поступак, развој, информисање и аналитику и Ресор за планирање, пројектовање и послове управљања смјештајним капацитетима. У саставу ових јединица налазе се одјељења, а у саставу неких одјељења и подручни одсјеци.

## Надлежности
Министарство за избјеглице и расељена лица обавља управне и друге послове који се односе на:
- систем заштите расељених лица, избјеглица и повратника;
- остваривање права избјеглица, расељених лица и повратника у складу са Конвенцијом о статусу избјеглица (1951) и Протоколом о статусу избјеглица (1967);
- обезбјеђење пуне правне заштите ових лица у складу са Анексом 6. и 7. Општег оквирног споразума за мир у Босни и Херцеговини;
- статусна и имовинска права избјеглица, расељених лица и повратника;
- обезбјеђивање алтернативног смјештаја за избјеглице, расељена лица и повратнике;
- реконструкцију и изградњу, управљање и одржавање објеката за смјештај расељеног социјално угроженог становништва;
- учешће у обнови, реконструкцији и изградњи стамбеног простора, инфраструктуре, културних, вјерских и јавних објеката у сврху повратка и ресоцијализације;
- пројектовање, надзор у области обнове, реконструкције и изградње;
- програме ресоцијализације социјално угрожених категорија избјеглица, расељених лица и повратника;
- координацију рада са Министарством за људска права и избјеглице Босне и Херцеговине, Министарством за расељена лица и избјеглице Федерације Босне и Херцеговине и међународним организацијама које реализују програме ресоцијализације избјеглог и расељеног становништва;
- израду законских и подзаконских аката;
- и друге послове предвиђене законом.